# Giorgio Pasetto
Giorgio Pasetto (Nettuno, 4 luglio 1941 – Roma, 12 maggio 2022) è stato un politico italiano.

## Biografia
Già esponente della Democrazia Cristiana, a 29 anni diventa sindaco di Anzio. Successivamente è consigliere provinciale a Roma e poi assessore regionale, prima di essere eletto presidente della Regione Lazio dal 1992 al 1994. Dopo lo scioglimento della Dc aderisce al PPI e in seguito a La Margherita; viene eletto alla Camera dei Deputati nella XIII e XIV legislatura con L'Ulivo; fa parte della Commissione Bilancio, della Commissione Trasporti, della Commissione di Vigilanza sulla Cassa Depositi e Prestiti, e del Comitato parlamentare di controllo sull'attuazione dell'accordo di Schengen.
Nel 2006 viene eletto al Senato della Repubblica per la XV legislatura sempre con L'Ulivo, fa parte della Commissione Lavori Pubblici e Comunicazioni e della Commissione di Vigilanza sull'Anagrafe Tributaria.. Nel 2007 confluisce nel neonato Partito Democratico; conclude la propria esperienza parlamentare nel 2008.
Muore il 12 maggio 2022 all'età di 80 anni.